# Skaly Zametnye
Die Skaly Zametnye (englische Transkription von russisch Скалы Заметные Skaly Sametnyje, deutsch ‚Auffällige Felsvorsprünge‘) sind eine Gruppe von Felsvorsprüngen im ostantarktischen Enderbyland. Sie ragen im südwestlichen Abschnitt des Assender-Gletschers auf.
Russische Wissenschaftler benannten sie.